# لایزل
لایزل (به آلمانی: Leisel) یک شهر در آلمان است که در بیرکنفلد واقع شده‌است. لایزل ۵۹۸ نفر جمعیت دارد.